# Pite
Pite é um pão de milho da Albânia, embora não seja o pão que substitui o tradicional pão de trigo; este tem outros ingredientes e pode considerar-se como um acompanhamento de outros pratos. 
Misturar farinha de milho com ricotta, ovos, manteiga, páprica, tomilho e queijo-feta. A massa é cozida em forno médio e o pão é servido com cebolinho cortado.